# Mount Grimsley
Mount Grimsley är ett berg i Antarktis. Det ligger i Östantarktis. Australien gör anspråk på området. Toppen på Mount Grimsley är 1 365 meter över havet.
Terrängen runt Mount Grimsley är huvudsakligen platt, men åt nordost är den kuperad. Trakten är obefolkad. Det finns inga samhällen i närheten. 